# Arthur Leonard Schawlow
Arthur Leonard Schawlow (Mount Vernon, 5. svibnja 1921. – Palo Alto, 28. travnja 1999.), američki fizičar. Studirao fiziku i matematiku na Sveučilištu u Torontu, no s prekidima, zbog ekonomske krize, nedostatka novca i ratnih okolnosti, kada je radio na razvoju mikrovalnih antena za radarske uređaje, doktorirao (1949.). Radio je na Sveučilištu Columbia u New Yorku, s C. H. Townesom bavio se istraživanjima koja su dovela do izuma lasera, radio u Bellovim laboratorijima u Murray Hillu (od 1951. do 1961.), bio profesor fizike na Sveučilištu Stanford (od 1961. do 1996.). Bavio se optičkom i mikrovalnom spektroskopijom, kvantnom elektronikom, nuklearnom rezonancijom i supravodljivošću. Godine 1981. je, s N. 
Bloembergenom, dobio Nobelovu nagradu za fiziku za doprinos razvoju laserske spektroskopije na osnovi kvantne mehanike. Iste je godine nagrađen i K. M. B. Siegbahn. Po Schawlowu su nazvani američka nagrada za laserska istraživanja (eng. Arthur L. Schawlow Prize in Laser Science) koja se dodjeljuje od 1991. i planetoid (10448 Schawlow). Bio je član Američke akademije umjetnosti i znanosti (od 1970.).

## Laserska spektroskopija
Laserska spektroskopija je spektroskopska tehnika u kojoj se kao izvor elektromagnetskoga zračenja koristi laser s kontinuirano promjenljivom valnom duljinom. Prednost je uporabe lasera velika gustoća energije po širini spektralne linije, monokromatičnost emitiranoga zračenja i paralelnost snopa, što spektroskopu s laserom daje velike prednosti pred spektroskopima koji koriste dio spektra izvora bijele svjetlosti. Najvažnije su i najčešće metode laserska spektroskopija zasićenja, laserska polarizacijska spektroskopija i dvofotonska laserska spektroskopija, kod kojih se uklanja Dopplerov učinakt, prisutan kod svih drugih spektroskopskih metoda, pa se dobivaju vrlo uske spektralne linije, s pomoću kojih se može znatno točnije proučavati struktura tvari. Najčešće se koriste takozvani tekućinski laseri, kod kojih je aktivno sredstvo neka otopina organskog ili anorganskoga podrijetla, koji rade kontinuirano u vidljivom dijelu spektra, a potiču se na rad vidljivim i ultraljubičastim zračenjem organsko-ionskoga lasera, ili pak laserski sustavi kod kojih je aktivno sredstvo kristal safira dopiran titanijem (za valne duljine od 700 do 1000 nm).